# Geode Capital Management
Geode Capital Management, LLC (Geode) er en amerikansk formueforvaltningsvirksomhed med hovedkvarter i Boston, Massachusetts. De har aktiver under forvaltning for 1 billion USD.
Geode blev oprindeligt etableret af Fidelity Investments i 2001.
I 2003 blev Geode spun off som en uafhængig virksomhed.